# Liste der Monuments historiques in Coulonges (Charente-Maritime)
Die Liste der Monuments historiques in Coulonges (Charente-Maritime) führt die Monuments historiques in der französischen Gemeinde Coulonges auf.

## Liste der Bauwerke
| Bezeichnung        | Beschreibung              | Standort               | Kennzeichnung | Schutzstatus | Datum | Bild           |
| ------------------ | ------------------------- | ---------------------- | ------------- | ------------ | ----- | -------------- |
| Kirche St-Saturnin | Erbaut im 12. Jahrhundert | Rue de l’Église (Lage) | PA00104661    | Inscrit      | 1925  | weitere Bilder |

## Liste der Objekte

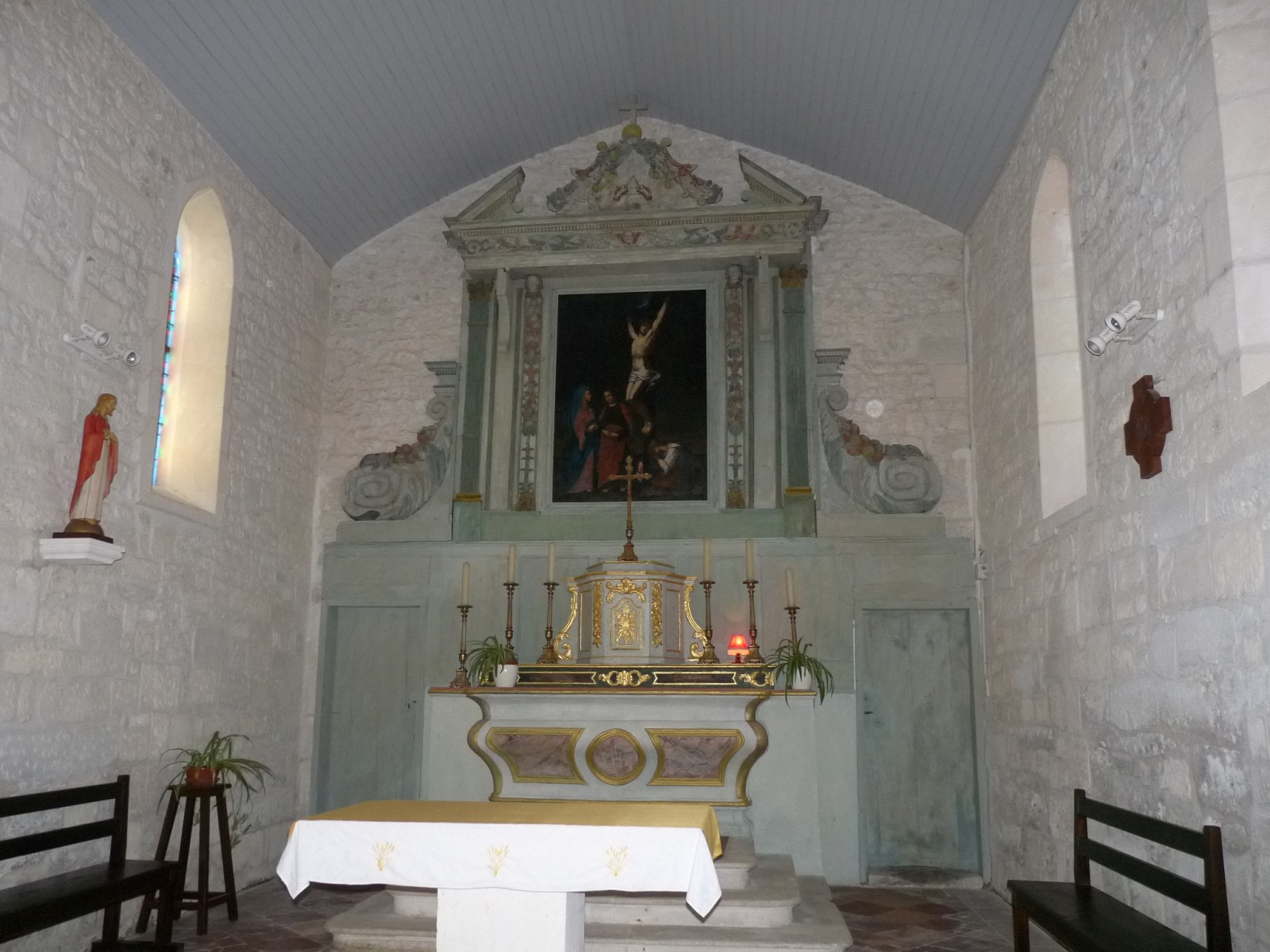
Innenansicht der Kirche mit Altar

- Monuments historiques (Objekte) in Coulonges (Charente-Maritime) in der Base Palissy des französischen Kultusministeriums